# 海德县 (德国)
海德县（德語：Heidekreis）是德国下萨克森州的一个县，县治为巴特法灵博斯特尔。该县原名为索尔陶-法灵博斯特尔县（德語：Landkreis Soltau-Fallingbostel），2011年8月1日改为现名称。总面积为1873.72平方千米，截至2020年总人口为140,673人。

## 地理
海德县西面与费尔登县和维默河畔罗滕堡县，北面与哈爾堡縣和吕讷堡县，东面与于尔岑县和策勒县，南面与汉诺威地区和威悉河畔宁堡县相邻。